# Myxidium procerum
Myxidium procerum is een microscopische parasiet uit de familie Myxidiidae. Myxidium procerum werd in 1909 beschreven door Auerbach. 